# Baneberry
Baneberry – miasto w Stanach Zjednoczonych, w stanie Tennessee, w hrabstwie Jefferson.